# كايل فينتر
كايل فينتر (بالإنجليزية: Kyle Winter)‏ هو لاعب اتحاد الرغبي أمريكي، ولد في 20 سبتمبر 1974 في بكبسي في الولايات المتحدة.